# Dirk Klop

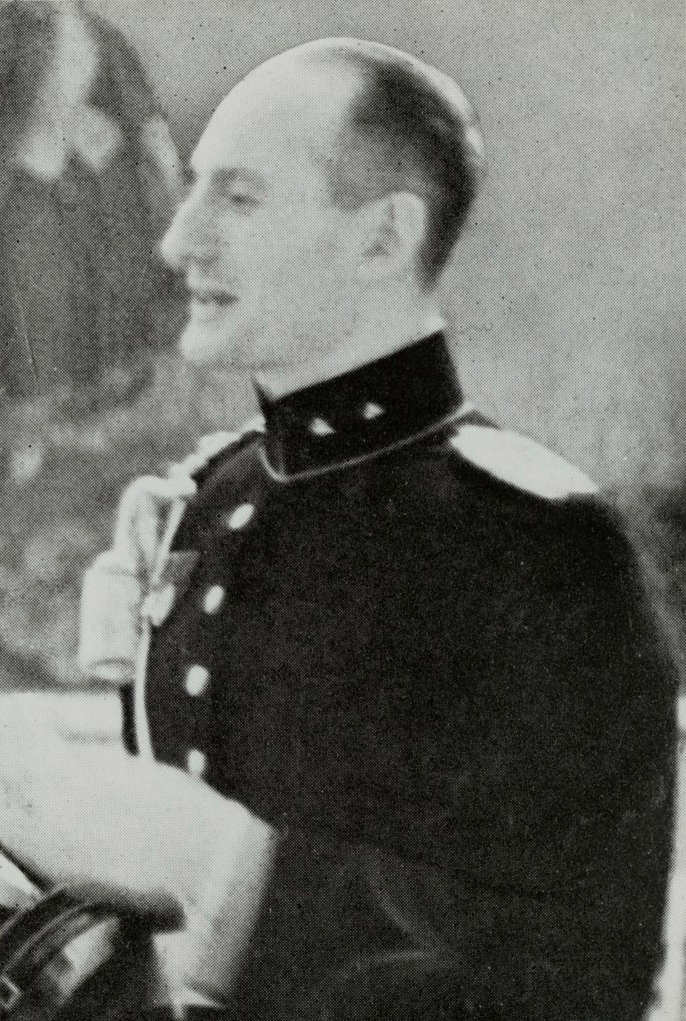
Oberleutnant Dirk Klop (1939)

Dirk Klop (* 17. Juli 1906 in Nieuw-Helvoet; † 9. November 1939 in Düsseldorf) war ein niederländischer Offizier des Geheimdienstes GS III im Rang eines Eersten Luitenants (Oberleutnant). Er war am sogenannten Venlo-Zwischenfall beteiligt.

## Leben
Klop wurde 1906 in Nieuw-Helvoet in Südholland geboren und lebte eine Zeitlang in Kanada. 1939 gehörte er zur niederländischen Generalstabsabteilung in Den Haag unter Major Bert Sas, der im März 1939 als Militärattaché nach Berlin entsandt wurde.

## Beteiligung am Venlo-Zwischenfall
Im Auftrag des damaligen Geheimdienstchefs Johan W. van Oorschot begleiteten Klop, der sich als britischer Offizier mit dem Decknamen Captain Coppins ausgab, und sein niederländischer Fahrer Jan Lemmens am 9. November 1939 die beiden britischen Offiziere Major Richard Henry Stevens und Captain Sigismund Payne Best zur niederländisch-deutschen Grenze, um deren Treffen mit vorgeblichen Gegnern der Hitler-Diktatur abzusichern. Die beiden Offiziere waren Mitglieder des britischen Auslandsgeheimdienstes SIS. An der Grenze kam es zu einem Schusswechsel mit einem Sonderkommando der SS, in dessen Folge Klop einen Kopfschuss erlitt. Er hatte als einziger das Maschinenpistolenfeuer der SS mit seinem Revolver erwidert. Dieses Ereignis ging als Venlo-Zwischenfall in die Geschichte ein.

## Todesumstände
Klop wurde schwerstverwundet von den Deutschen nach Düsseldorf in das dortige evangelische Krankenhaus gebracht. Ob er auf dem Transportweg oder erst im Krankenhaus seinen Verletzungen erlag, ist ungeklärt. Der maßgeblich an der Vorbereitung des Venlo-Zwischenfalls beteiligte Walter Schellenberg fälschte eine Aussage Klops, welche den Verstoß der Niederlande gegen die politische Neutralität gegenüber Deutschland belegen sollte und im Mai 1940 als Vorwand für den Einmarsch in die Niederlande diente. In den Niederlanden wurde ihm posthum vorgeworfen, er habe gegen den Befehl verstoßen, das Treffen abzubrechen, und dass er leichtfertig gehandelt habe. Am 29. Dezember 1939 wurde sein Leichnam unter dem Vorwand, es handele sich bei ihm um den Kommunisten Thomas Kremp, zur Einbalsamierung freigegeben. Vermutlich sollte der Körper in einem Schauprozess Verwendung finden, wurde aber eingeäschert und unter dem falschen Namen auf dem Düsseldorfer Friedhof beigesetzt. Bis heute konnte die Urne nicht gefunden werden.